# Societat Coral La Badalonense
Societat Coral La Badalonense és una entitat sense ànim de lucre catalana de la ciutat de Badalona, fundada en origen el 1852, de caràcter coral i que es proposa contribuir al foment de la cultural. Va rebre la Creu de Sant Jordi el 2010.
Fou fundada a Badalona el 1852 arran de trobades d'una colla d'obrers, menestrals i pescadors al cafè de Can Clarós, a la cantonada dels carrers Reial i Pinzell, a les quals assistia a vegades Anselm Clavé, que tenia amistat amb alguns badalonins. En aquestes reunions s'hi xerrava, bevia i cantava i es van convertir en el gènesi del primer cor badaloní. Dos anys més tard la colla van decidir presentar-se públicament amb el nom de «Coro de Badalona».
Els primers anys, es cantava d'oïda i entre els membres van sortir una rondalla de guitarres, triangles i panderetes, que van ser les primeres de Badalona. A partir de 1856 es van cercar músics professionals que ensenyessin a llegir les partitures als cantaires. Quant a les activitats que van dur a terme hi havia, per una banda, les activitats de caràcter social pròpies d'entitats obreres, i en l'àmbit de l'esbarjo es van organitzar diversos balls. El 1857 Anselm Clavé reorganitza les societats corals existents a Catalunya i l'any següent, la primera coral que es registra és la Societat Coral El Alba el 19 de gener, formada per dissidents del primer cor, i el 25 de juliol es constitueix legalment La Badalonense.
Després de diversos anys ocupant espais cedits o llogats, el 1915 la coral decideix invertir recursos per tenir una seu pròpia i decideixen comprar una casa i un terreny al clergue Roc Marsal, director espiritual de Francesca de les Nafres de Jesús del convent de la Divina Providència, i el 1917 fan edificar l'edifici actual, que va ser inaugurat el 27 d'octubre del mateix any.
L'any 2014, la societat tenia 300 socis, dels quals més de la meitat eren dones. Actualment, gràcies al patrimoni de l'entitat, aquesta pot continuar en funcionament més enllà de les aportacions dels socis. El 2008, amb motiu del 150è aniversari de l'entitat, es va cedir el seu arxiu documental a l'Arxiu Històric de la Ciutat de Badalona, juntament amb els estendards més antics que es conservaven. En reconeixement de la seva tasca cultural, el 2010 va rebre la Creu de Sant Jordi.